# Rájec u Zábřeha

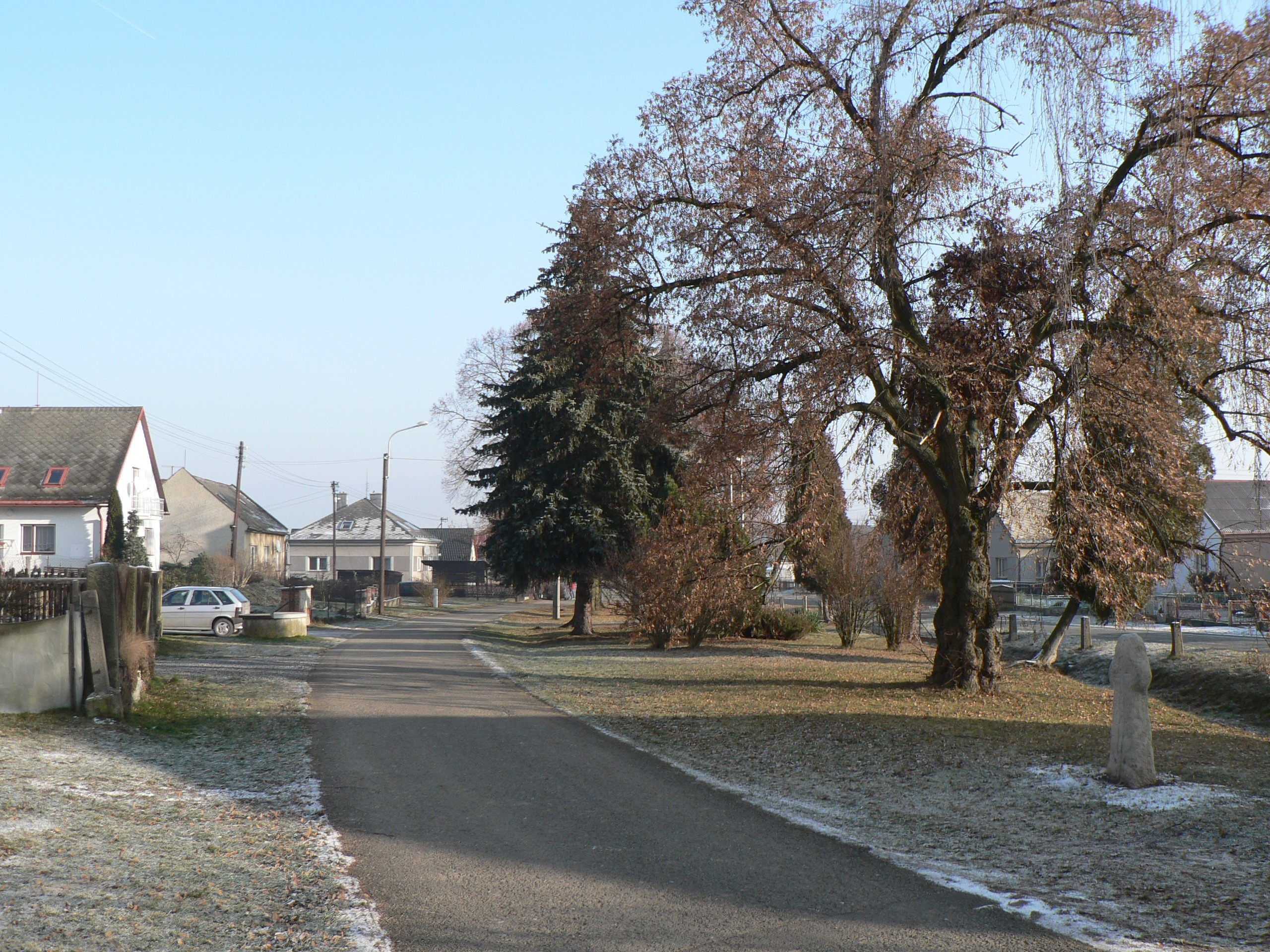
Dorfanger mit Sühnekreuz

Rájec (deutsch Großrasel) ist eine Gemeinde in Tschechien. Sie liegt drei Kilometer südöstlich von Zábřeh und gehört zum Okres Šumperk.

## Geographie
Rájec befindet sich am Bach Rájecký potok am nordöstlichen Abfall der Mirovská vrchovina (Mürauer Bergland) zur Mohelnická brázda (Müglitzer Furche). Das Dorf liegt rechtsseitig der Moravská Sázava unmittelbar vor deren Einmündung in die March. Der Ort wird im Osten von der Staatsstraße 44 zwischen Zábřeh und Mohelnice sowie der Eisenbahnstrecke von Olomouc nach Zábřeh umfahren. Die nächste Bahnstation ist Zábřeh. Südlich erhebt sich der Hügel Hlína (335 m).
Nachbarorte sind Ráječek im Norden, Leština im Nordosten, Vitošov im Osten, Hrabová im Südosten, Zvole und Slavoňov im Süden, Krchleby und Pobučí im Südwesten, Jestřebí im Westen sowie Skalička im Nordwesten.

## Geschichte
Nach archäologischen Funden befand sich auf den Fluren der Gemeinde eine Siedlungsstätte der Lausitzer Kultur. Die erste schriftliche Erwähnung von Rájec erfolgte 1273 in einer für den Müglitzer Richter ausgestellten Urkunde des Bistums Olmütz. Der Ort wurde 1320 zusammen mit weiteren Dörfern als bischöfliches Lehen an einen niederen Landadeligen ausgereicht. Nachfolgend wechselten als Besitzer des Hofes und Dorfes verschiedene kleine Adelsgeschlechter, von denen einige sich das Prädikat von Rájec zulegten. 1408 erfolgte die Verlagerung der bischöflichen Lehnsadministration von Müglitz auf die Burg Mürau. Seit der Mitte des 15. Jahrhunderts ist in Rájec eine Feste nachweisbar. Das Mannslehn Rájec umfasste zu dieser Zeit die Dörfer Rájec, Ráječek, Jestřebí, Lupěné und Javoří.
Während der Kämpfe zwischen Matthias Corvinus und Georg von Podiebrad um die Böhmische Krone kam es vom 30. September zum 1. Oktober 1468 zwischen Rájec und Zvole zu einer Schlacht zwischen böhmischen und ungarischen Truppen. Dabei überfielen die unter dem Kommando des schlesischen Ritters Franz von Hag (František z Háje) stehenden Ungarn aus Olmütz kommend zunächst das Nachtlager der Böhmen bei Zvole. Am nächsten Tag wurden die Böhmen auf dem einzig offenen Rückzugsweg nach Zábřeh auch von der Besatzung der Feste Rájec angegriffen und eingekesselt. Bei den erbitterten Kämpfen starben auf böhmischer Seite etwa 600 Mann, ein Teil davon ertrank in der Moravská Sázava. Der böhmische Heerführer Zdeněk Kostka von Postupitz wurde dabei, wahrscheinlich durch Johann von Würben, tödlich verwundet und auf die Burg Zábřeh verbracht, wo er verstarb.
1564 kaufte der Olmützer Bischof Markus Kuen das zwischenzeitlich verpfändete Rájec zurück und schloss es der Herrschaft Mürau an. Später wurde Rájec zeitweilig wieder als Pfand gereicht. Während des Dreißigjährigen Krieges verwüsteten die Schweden den Hof, die Feste war zu dieser Zeit bereits erloschen. Im Hufenregister von 1677 sind für Rájec 27 Anwesen ausgewiesen, von denen drei wüst lagen. In der Umgebung des Dorfes lagen drei Fischteiche, diese wurden im 19. Jahrhundert abgelassen. 1787 wurde der Hof Rájec parzelliert und entlang der Straße nach Müglitz wurde die südlich an Groß Raasel anschließende und nach dem Erzbischof Anton Theodor von Colloredo-Waldsee-Mels benannte Siedlung Theodorow angelegt. Nach 1800 begann der Abbau von Eisenerz in der Umgebung des Ortes. In Groß Raasel wurde 1820 eine Dorfschule eingerichtet. 1834 hatte Theodorow 320 Einwohner und bestand aus 55 Häusern; in Groß Raasel standen 51 Häuser mit 318 Bewohnern.
Nach der Aufhebung der Patrimonialherrschaften bildete Rájec/Groß Rasel ab 1850 mit dem Ortsteil Theodorov eine Gemeinde im Bezirk Hohenstadt. Zwischen 1867 und 1923 bildete Theodorov eine eigene politische Gemeinde und wurde danach wieder an Rájec angeschlossen. Rájec bestand im Jahre 1900 aus 58 Häusern und hatte 309 Einwohner. In den 54 Häusern von Theodorov lebten zur selben Zeit 287 Menschen. 1930 hatte die Gemeinde Rájec 613 Einwohner, davon 612 Tschechen und ein Deutscher.
Nach dem Münchner Abkommen wurde Großrasel 1938 dem Deutschen Reich angeschlossen und gehörte bis 1945 zum Landkreis Hohenstadt. 1939 lebten in der Gemeinde 588 Menschen.
1950 hatte Rájec 505 Einwohner und bestand aus 122 Häusern.
Zum Ende des Jahres 1960 wurde der Okres Zábřeh aufgelöst und die Gemeinde dem Okres Šumperk zugeordnet. Im Jahre 1991 bestand der Ort aus 124 Wohngebäuden mit 453 Bewohnern. Die Gemeinde führt ein Wappen.

## Gemeindegliederung
Für die Gemeinde Rájec sind keine Ortsteile ausgewiesen. Zu Rájec gehört die Ortslage Teodorov (Theodorow).

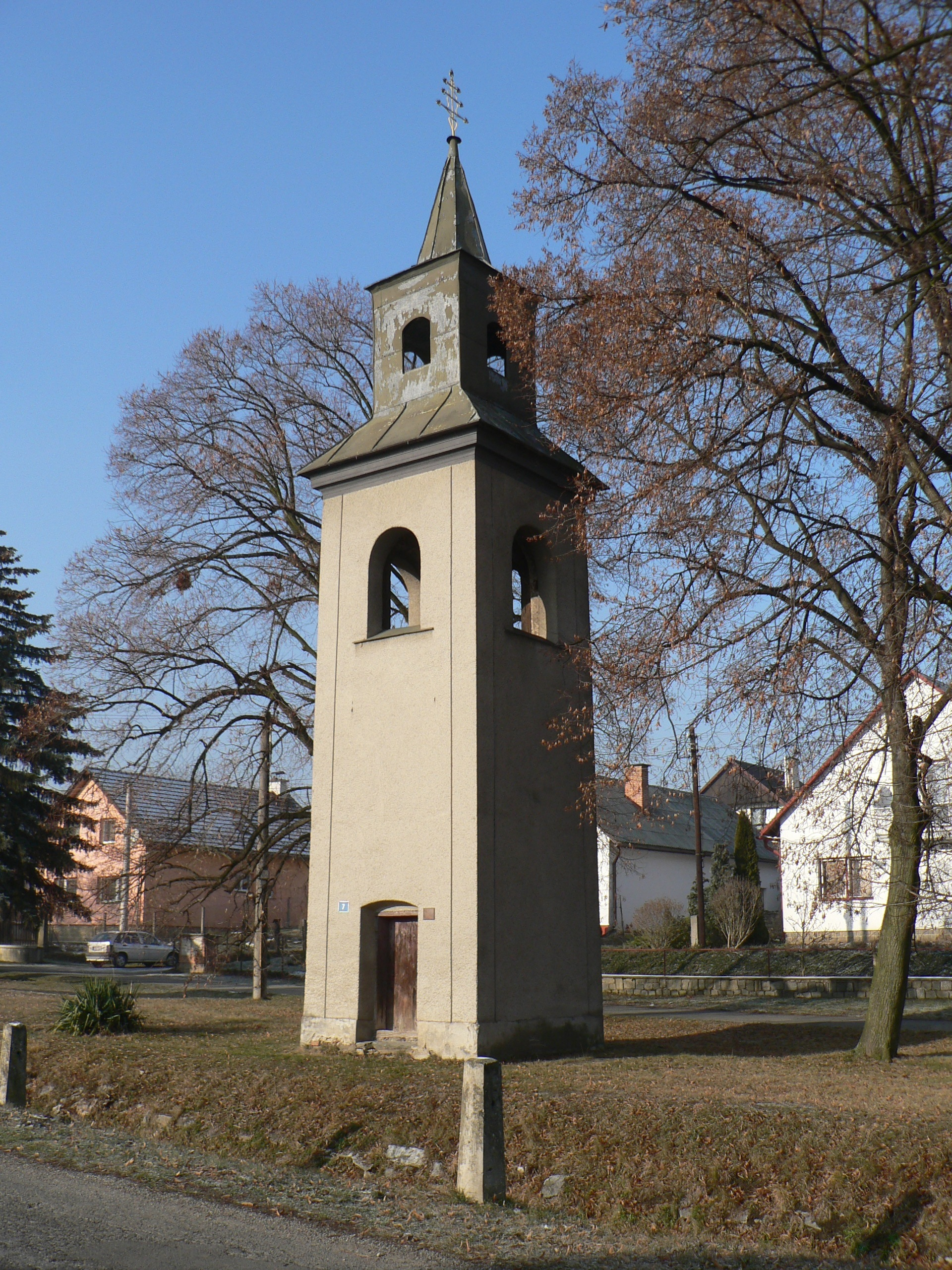
Glockenturm

## Sehenswürdigkeiten
- Sühnekreuz aus dem 16. Jahrhundert, am Dorfanger
- Glockenturm aus der zweiten Hälfte des 19. Jahrhunderts, am Dorfanger
- Kapelle der hl. Dreifaltigkeit in Teodorov
- Statuengruppe der hl. Dreifaltigkeit, seit 2003 denkmalgeschützt
- Sühnekreuz zum Gedenken an die Schlacht von 1468, es wurde beim Eisenbahnbau von seinem ursprünglichen Standort an die Straße nach Ráječek versetzt
- Gehöft Nr. 1, errichtet im 18. Jahrhundert in Volksbauweise